# Morsain
Cet article possède un paronyme, voir Mortain.
Morsain est une commune française située dans le département de l'Aisne, en région Hauts-de-France.

## Géographie

### Description

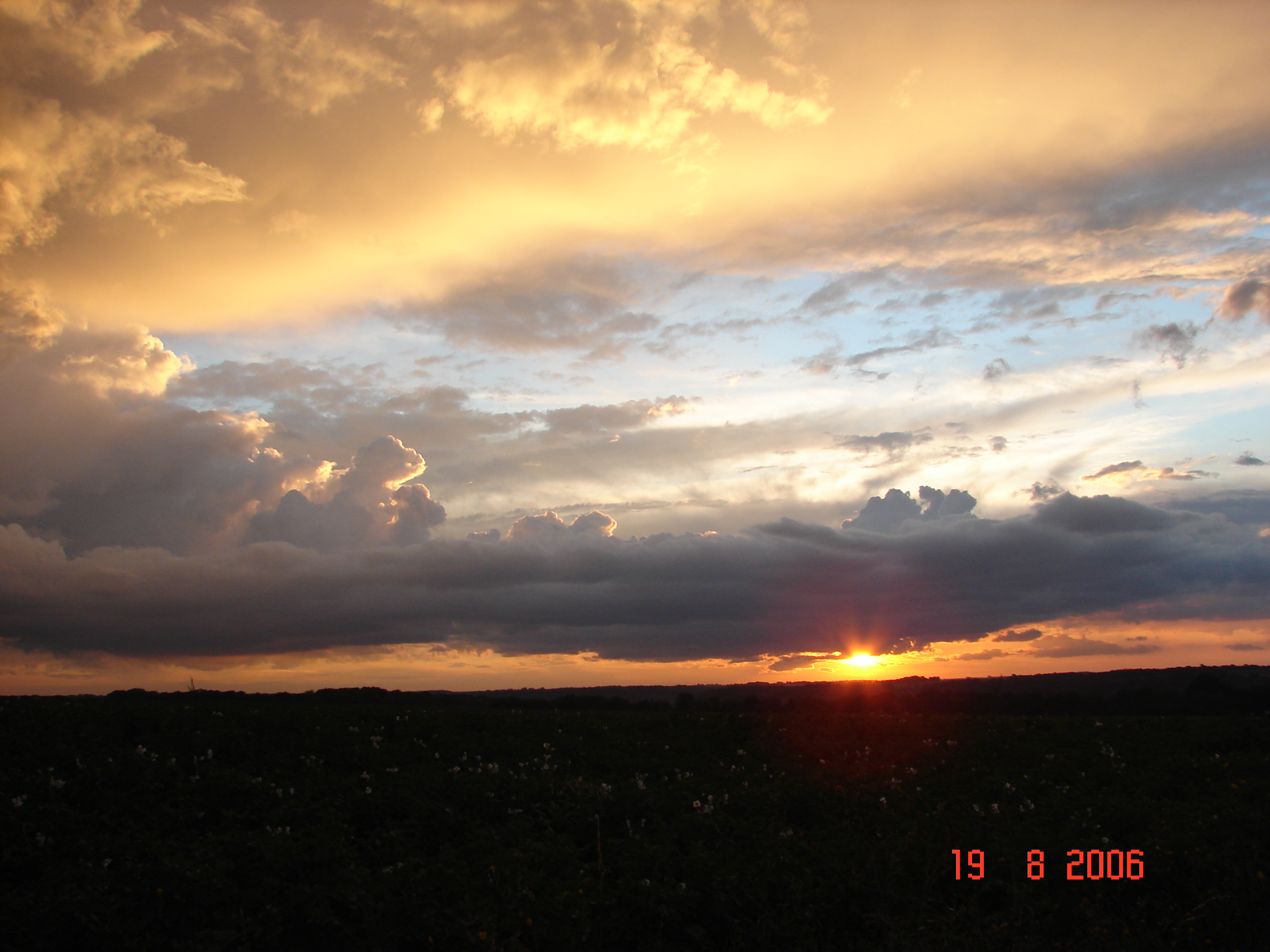
Coucher de soleil à Morsain.

Morsain est un village picard de la vallée du ru d'Ozien dans l'Aisne limitrophe de l'Oise (département), situé à 13 km au nord-ouest de Soissons, 33 km au sud-est de Laon, 26 km à l'est de Compiègne et 87 km au nord-est de Paris.
Il est aisément accessible par la route nationale 31.

### Hydrographie
La commune est située dans le bassin Seine-Normandie. Elle est drainée par le ru d'Hozien, le ru de Vassens, le fossé de Berlinval et le ru de Vaux,,.
Le ru d'Hozien, d'une longueur de 18 km, prend sa source dans la commune de Juvigny et se jette  dans l'Aisne à Vic-sur-Aisne, après avoir traversé onze communes.

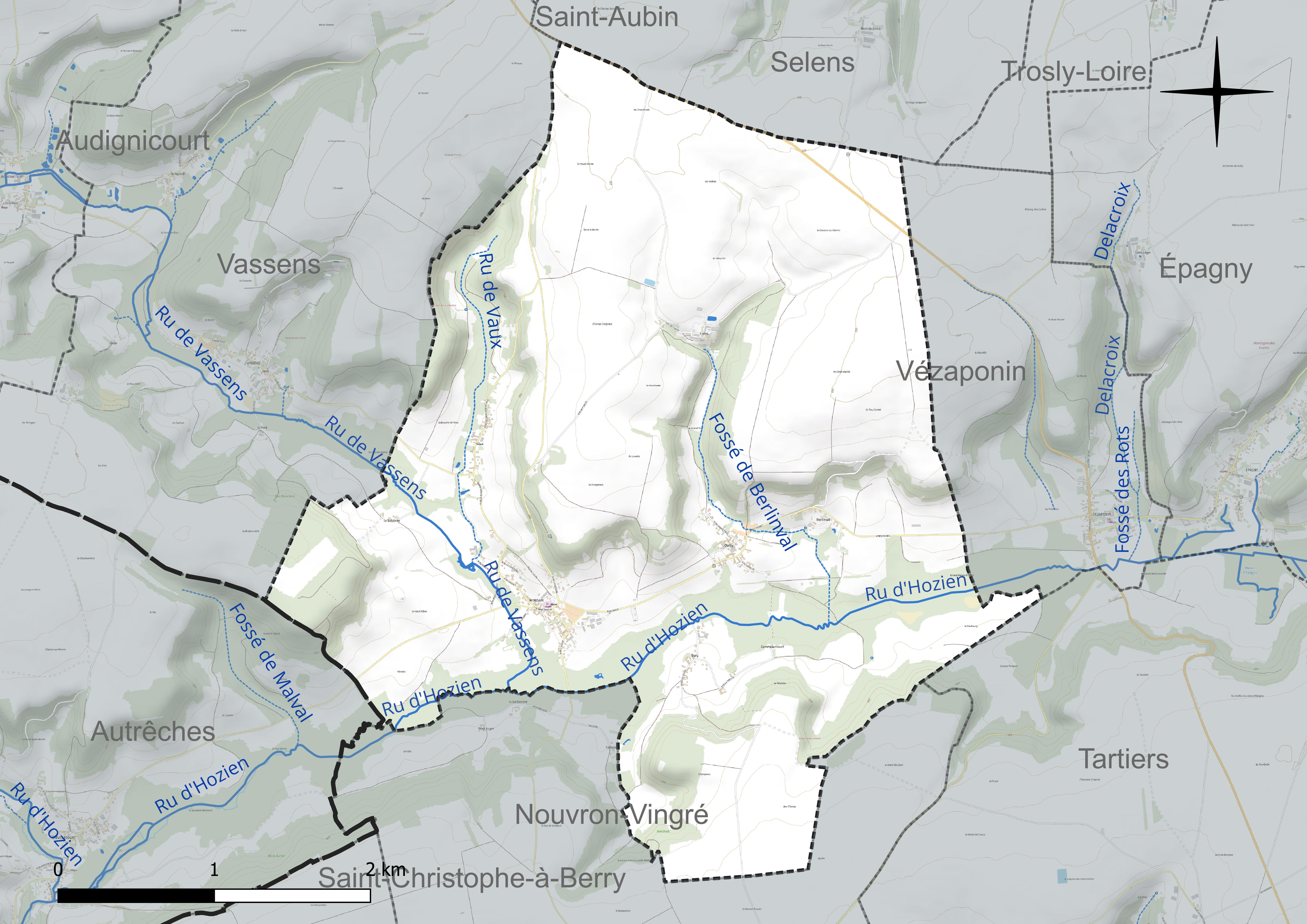
Réseau hydrographique de Morsain.

### Climat
Pour des articles plus généraux, voir Climat des Hauts-de-France et Climat de l'Aisne.
En 2010, le climat de la commune est de type climat océanique dégradé des plaines du Centre et du Nord, selon une étude du CNRS s'appuyant sur une série de données couvrant la période 1971-2000. En 2020, Météo-France publie une typologie des climats de la France métropolitaine dans laquelle la commune est exposée à un climat océanique altéré et est dans la région climatique Nord-est du bassin Parisien, caractérisée par un ensoleillement médiocre, une pluviométrie moyenne régulièrement répartie au cours de l'année et un hiver froid (3 °C).
Pour la période 1971-2000, la température annuelle moyenne est de 10,6 °C, avec une amplitude thermique annuelle de 15 °C. Le cumul annuel moyen de précipitations est de 704 mm, avec 11,5 jours de précipitations en janvier et 8,7 jours en juillet. Pour la période 1991-2020, la température moyenne annuelle observée sur la station météorologique la plus proche, située sur la commune de Chauny à 18 km à vol d'oiseau, est de 11,1 °C et le cumul annuel moyen de précipitations est de 709,9 mm,. Pour l'avenir, les paramètres climatiques de la commune estimés pour 2050 selon différents scénarios d'émission de gaz à effet de serre sont consultables sur un site dédié publié par Météo-France en novembre 2022.

## Urbanisme

### Typologie
Au 1er janvier 2024, Morsain est catégorisée commune rurale à habitat dispersé, selon la nouvelle grille communale de densité à 7 niveaux définie par l'Insee en 2022.
Elle est située hors unité urbaine. Par ailleurs la commune fait partie de l'aire d'attraction de Soissons, dont elle est une commune de la couronne,. Cette aire, qui regroupe 92 communes, est catégorisée dans les aires de 50 000 à moins de 200 000 habitants,.

### Occupation des sols
L'occupation des sols de la commune, telle qu'elle ressort de la base de données européenne d'occupation biophysique des sols Corine Land Cover (CLC), est marquée par l'importance des territoires agricoles (70,8 % en 2018), en augmentation par rapport à 1990 (69,7 %). La répartition détaillée en 2018 est la suivante : 
terres arables (67,2 %), forêts (27,4 %), zones agricoles hétérogènes (3,7 %), zones urbanisées (1,8 %).
L'évolution de l'occupation des sols de la commune et de ses infrastructures peut être observée sur les différentes représentations cartographiques du territoire : la carte de Cassini (XVIIIe siècle), la carte d'état-major (1820-1866) et les cartes ou photos aériennes de l'IGN pour la période actuelle (1950 à aujourd'hui).

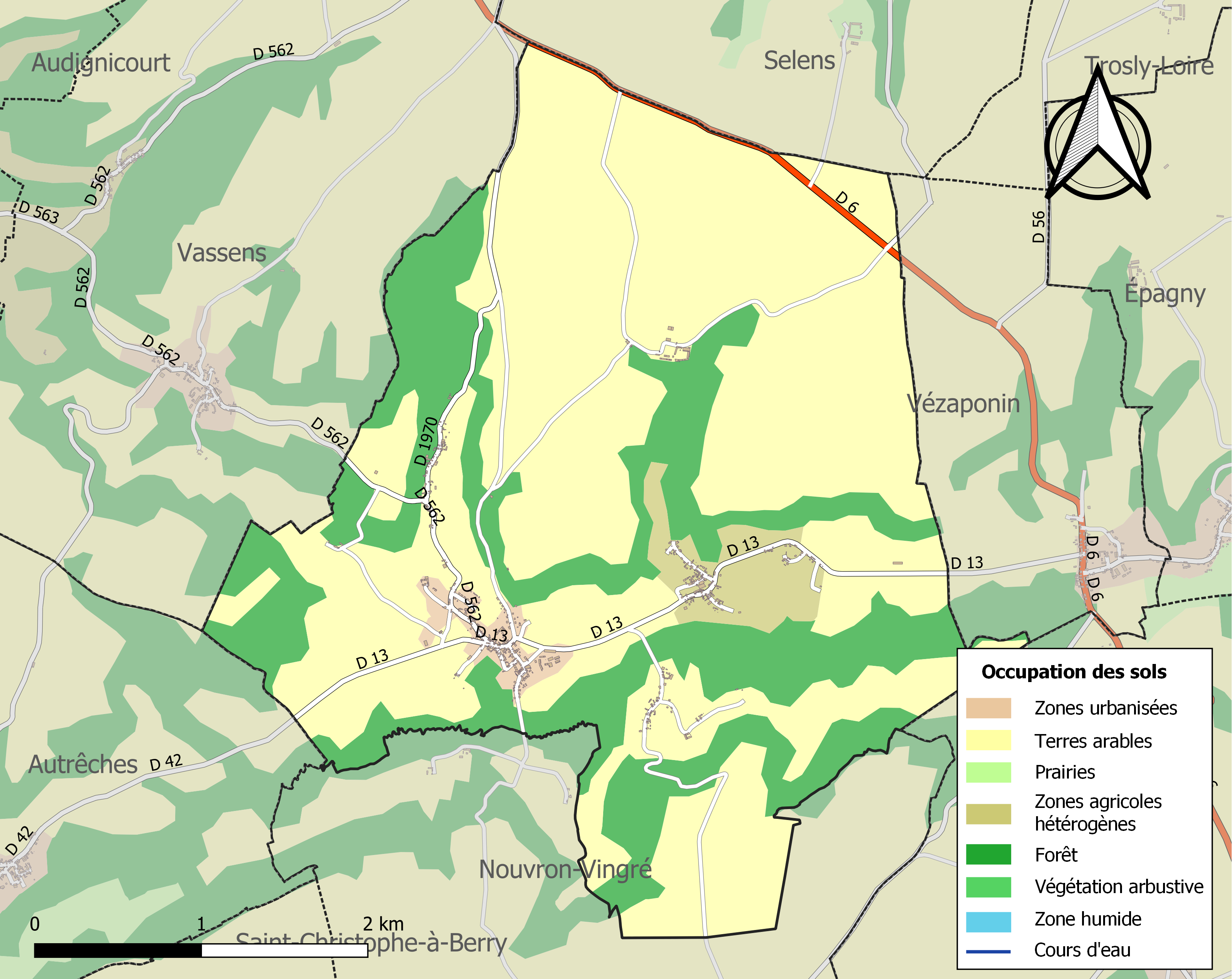
Carte de l'occupation des sols de la commune en 2018 (CLC).

### Quartiers, hameaux, lieux-dits et écarts
- Berlinval[17] est situé à l'est, ainsi que :
- Comelancourt
- Eury
- Forest
- Ouilly
- Vaux se trouve au nord-ouest.

## Toponymie
Le nom de la localité est attesté sous les formes Murocinctus en l'an 879 ; Morcains en 1193 ; Morcen en 1229.
Il s'agit d'un composé de basse-latinité muro cinctus « enceint de murs », « entouré d'un mur ».
Homonymie avec Morsang-sur-Orge (Essonne, Murcinctus 997 - 999) ; Morsang-sur-Seine (Essonne) ; Morsains ; Morchain (Somme, Morocinctus 995) ; Morsan (Eure, Morchent 1050 - 1066).

## Histoire
Le village est considéré comme détruit à la fin de la Première Guerre mondiale et a  été décoré de la Croix de guerre 1914-1918, le 21 octobre 1920.

## Politique et administration
Sur le plan administratif, elle est rattachée à l'arrondissement de Soissons, au département de l'Aisne et à la région Hauts-de-France. Sur le plan électoral, elle dépend du  canton de Vic-sur-Aisne pour l'élection des conseillers départementaux, depuis le redécoupage cantonal de 2014 entré en vigueur en 2015, et de la quatrième circonscription de l'Aisne  pour les élections législatives, depuis le dernier découpage électoral de 2010.

### Rattachements administratifs
La commune se trouve  dans l'arrondissement de Soissons du département de l'Aisne.
Elle faisait partie depuis 1790 du canton de Vic-sur-Aisne. Dans le cadre du redécoupage cantonal de 2014 en France, cette circonscription administrative territoriale a disparu, et le canton n'est plus qu'une circonscription électorale.

### Rattachements électoraux
Pour les élections départementales, la commune fait partie depuis 2014 d'un  nouveau canton de Vic-sur-Aisne
Pour l'élection des députés, elle fait partie de la quatrième circonscription de l'Aisne.

### Intercommunalité
Morsain était membre de la communauté de communes du Pays de la Vallée de l'Aisne, un établissement public de coopération intercommunale (EPCI) à fiscalité propre créé fin 1992 et auquel la commune avait transféré un certain nombre de ses compétences, dans les conditions déterminées par le code général des collectivités territoriales.
Dans le cadre des dispositions de la loi portant nouvelle organisation territoriale de la République du 7 août 2015, qui prévoit que les établissements publics de coopération intercommunale (EPCI) à fiscalité propre doivent avoir un minimum de 15 000 habitants, cette intercommunalité a fusionné avec sa voisine pour former, le 1er janvier 2017, la communauté Communauté de communes Retz-en-Valois dont est désormais membre la commune.
Celle-ci est par ailleurs membre d'autres groupements intercommunaux.

### Administration municipale
| Période                                  | Période                       | Identité         | Étiquette | Qualité                                                   |
| ---------------------------------------- | ----------------------------- | ---------------- | --------- | --------------------------------------------------------- |
| Les données manquantes sont à compléter. |                               |                  |           |                                                           |
| mars 1995                                | mai 2020                      | Jean Cintrat     | DVD       | Retraité de l'agriculture Réélu pour le mandat 2014-2020, |
| mai 2020                                 | En cours (au 2 décembre 2020) | Jean-Guy Sellier | SE        |                                                           |

### Distinctions et labels
Morsain fait partie des communes ayant reçu l'étoile verte espérantiste, distinction remise aux maires de communes recensant des locuteurs de la langue construite espéranto[réf. nécessaire].

## Démographie
L'évolution du nombre d'habitants est connue à travers les recensements de la population effectués dans la commune depuis 1793. Pour les communes de moins de 10 000 habitants, une enquête de recensement portant sur toute la population est réalisée tous les cinq ans, les populations de référence des années intermédiaires étant quant à elles estimées par interpolation ou extrapolation. Pour la commune, le premier recensement exhaustif entrant dans le cadre du nouveau dispositif a été réalisé en 2008.

En 2022, la commune comptait 467 habitants, en évolution de +7,85 % par rapport à 2016 (Aisne : −1,97 %, France hors Mayotte : +2,11 %).
| 1793 | 1800 | 1806 | 1821 | 1831 | 1836 | 1841 | 1846 | 1851 |
| ---- | ---- | ---- | ---- | ---- | ---- | ---- | ---- | ---- |
| 557  | 614  | 633  | 639  | 815  | 817  | 804  | 798  | 794  |

| 1856 | 1861 | 1866 | 1872 | 1876 | 1881 | 1886 | 1891 | 1896 |
| ---- | ---- | ---- | ---- | ---- | ---- | ---- | ---- | ---- |
| 757  | 757  | 730  | 705  | 694  | 679  | 720  | 669  | 637  |

| 1901 | 1906 | 1911 | 1921 | 1926 | 1931 | 1936 | 1946 | 1954 |
| ---- | ---- | ---- | ---- | ---- | ---- | ---- | ---- | ---- |
| 618  | 606  | 578  | 375  | 538  | 522  | 500  | 499  | 457  |

| 1962 | 1968 | 1975 | 1982 | 1990 | 1999 | 2006 | 2008 | 2013 |
| ---- | ---- | ---- | ---- | ---- | ---- | ---- | ---- | ---- |
| 449  | 425  | 394  | 369  | 398  | 417  | 428  | 431  | 422  |

| 2018 | 2022 | - | - | - | - | - | - | - |
| ---- | ---- | - | - | - | - | - | - | - |
| 455  | 467  | - | - | - | - | - | - | - |

## Lieux et monuments
- Église Saint-Martin, classée  monument historique en 1920, entièrement restaurée. Elle comportait à l'origine un porche de style gothique[17].
- Monument aux morts, sur lequel sont inscrits 33 noms[31].

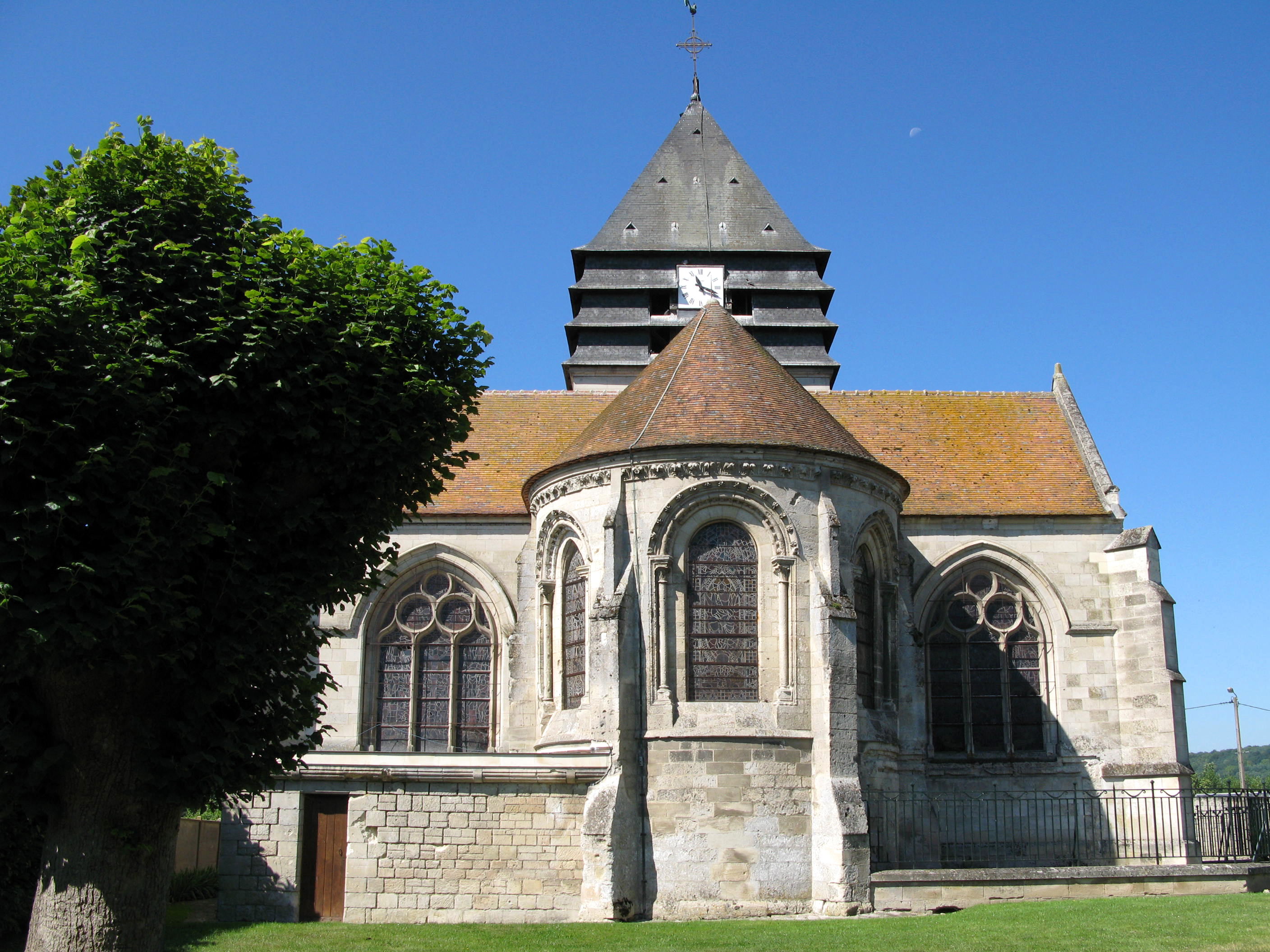
Chevet de l'église.